# Філоненко Петро
Петро́ (Євстафій) Філо́ненко (Филоненко) (нар. 12 грудня 1896, Ємільчине, Звягельський повіт, Житомирщина — пом. 1 серпня 1960, Детройт, США) — сотник Армії УНР, полковник Вільного козацтва.

## Життєпис
Петро Філоненко народився 12 грудня 1896 року в заможній селянській родині. Батько бажав, щоб він працював з ними, але син вирішив навчатися й поступив до Радомиської господарської школи, де його й застала Перша світова війна. Зголосився добровольцем до російського війська. Був направлений для проходження військової підготовки до 1-го артилерійського кінного дивізіону в Самарі. З 1915 року на фронті у складі кінної батареї 1-ї дивізії 5-ї армії.
Після того як у серпні 1917 року дивізію, у якій він служив, генерал Корнілов направив на Петроград, Петро Філоненко залишив її у чині молодшого офіцера та повернувся в рідні місця.
У період Гетьманщини був членом військового суду та служив у мобілізаційному відділі комендатури в м. Звягель.
У 1919 році для боротьби з більшовицькими військами організував невеликий партизанський загін, який діяв на залізниці Коростень-Шепетівка. Діяльність загону привернула увагу командувача Армії УНР генерала Василя Тютюнника, який направив загін на залізницю Коростень-Овруч-Звягель. Отримав ранг сотника. Потрапив у полон, після того, як зрадник видав загін. Зазнав катувань у штабі червоної пластунської бригади в Лугини. Йому вдалося втекти. У 1920 році із загоном приєднався до 6-ї стрілецької дивізії, з якою взяв участь у Першому зимовому поході.
У 1920 році відмовився перейти Збруч з Армією УНР і залишився на Волині. 28 квітня 1921 року генерал Юрій Тютюнник генерал призначив його начальником 9-го повстанського району на Житомирщині й наказав готуватися до загального повстання.
У вересні 1921 року Філоненко перейшов польський кордон і прибув до штабу Тютюнника, де перед ним було поставлене завдання про забезпечення переходу польсько-радянського кордону загоном, що мав брати участь у повстанні. Це завдання він виконав, допомігши загону Нельговського перейти кордон у ніч з 19 на 20 вересня 1921 року.
Після цього він продовжив партизанські дії. У жовтні його загін захопив червоноармійців з 9-ї дивізію Котовського. З документів, що були в них, Філоненко зрозумів, що противник знав усе про групу Нельговського. Він упевнився в тому, що Григорій Заярний, який інспектував перехід, працював на ЧК. Про свої підозри він раніше доповідав керівництву Армії УНР, але йому не повірили. 10 листопада, коли Філоненко перебував у свого дядька в селі Мокляки, Заярний з групою чекістів оточив хату, але Філоненку вдалося врятуватися.
Після закінчення Другого зимового походу Філоненко залишається в Україні, проводить партизанську боротьбу. 12 серпня 1924 року повертається до Польщі й перебуває в Штабі спеціальних завдань при Уряді УНР. У 1939 році повітовий староста заборонив йому мешкати на Волині як «національно небезпечному елементові…». Філоненко перебирається в район Овруча для організації антибільшовицьких груп.
У серпні 1941 року керівництво Українського визвольного війська призначило Філоненка організатором протибольшевицьких повстанських груп біля Овруча, надавши йому звання полковника. Як відомо, у той час Армії УНР уже не було. Наказом УВВ Філоненко, пройшовши верифікацію, був затверджений у ранзі полковника. До 1945 року воював у складі Української повстанської армії.
Після закінчення Другої світової війни емігрував до США. У 1958 році видав книгу спогадів «3бройна боротьба на Волині». Помер 1 серпня 1960 року. Похований у містечку Саут-Баунд-Брук.